# Morgan: Un experiment cibernetic
Morgan: Un experiment cibernetic (titlu original: Morgan) este un film din 2016, regizat de Luke Scott și scris de Seth Owen. Rolurile au fost interpretate de actorii Kate Mara, Anya Taylor-Joy, Toby Jones, Rose Leslie, Boyd Holbrook, Michelle Yeoh, Jennifer Jason Leigh, și Paul Giamatti. A fost lansat pe 2 septembrie 2016 de 20th Century Fox.